# Liste der Ehrenbürger von Traunreut
Die Stadt Traunreut hat seit ihrer Gründung neun Personen das Ehrenbürgerrecht verliehen.
Im Zuge der Eingemeindung der Gemeinden Stein an der Traun und Traunwalchen im Jahr 1978 wurden die dort verliehenen Ehrenbürgerschaften von Fritz Stimmelmayr und Carl Orff übernommen.
Hinweis: Die Auflistung erfolgt chronologisch nach Datum der Zuerkennung.

## Die Ehrenbürger der Stadt Traunreut
1. Karl Löppen (* 28. März 1901; † 23. März 1969)
Altbürgermeister
Verleihung am 3. Oktober 1958
2. Fritz Stimmelmayr (* 4. März 1904; † 18. November 1983)
Regierungsbaudirektor
Verleihung am 26. Juni 1959 in der Gemeinde Stein an der Traun
Die Ehrung erfolgte anlässlich der Einweihung der Wasserversorgungsanlage in Stein
3. Walter Mohr (* 11. Januar 1908; † 5. Februar 2003)
Direktor
Verleihung am 30. September 1960
4. Dr. Johannes Heidenhain (* 17. Januar 1898; † 19. Oktober 1980)
Unternehmer
Verleihung am 1. Oktober 1970
5. Franz Ebert (* 3. Februar 1909; † 18. Februar 1989)

Verleihung am 1. März 1974
6. Professor Dr. h. c. Carl Orff (* 10. Juli 1895 in München; † 29. März 1982 in München)
Komponist
Verleihung 1978 in der Gemeinde Traunwalchen
7. Monsignore Dr. Dr. Stöttner (* 30. September 1905; † 16. September 1985)

Verleihung am 17. Juli 1979
8. Franz Haberlander (* 6. November 1915; † 23. September 1992)
Altbürgermeister
Verleihung am 5. Juni 1986
9. Ludwig Geisinger (* 2. Januar 1915; † 9. Februar 2005)
Geistlicher Rat
Verleihung am 2. Juli 1989

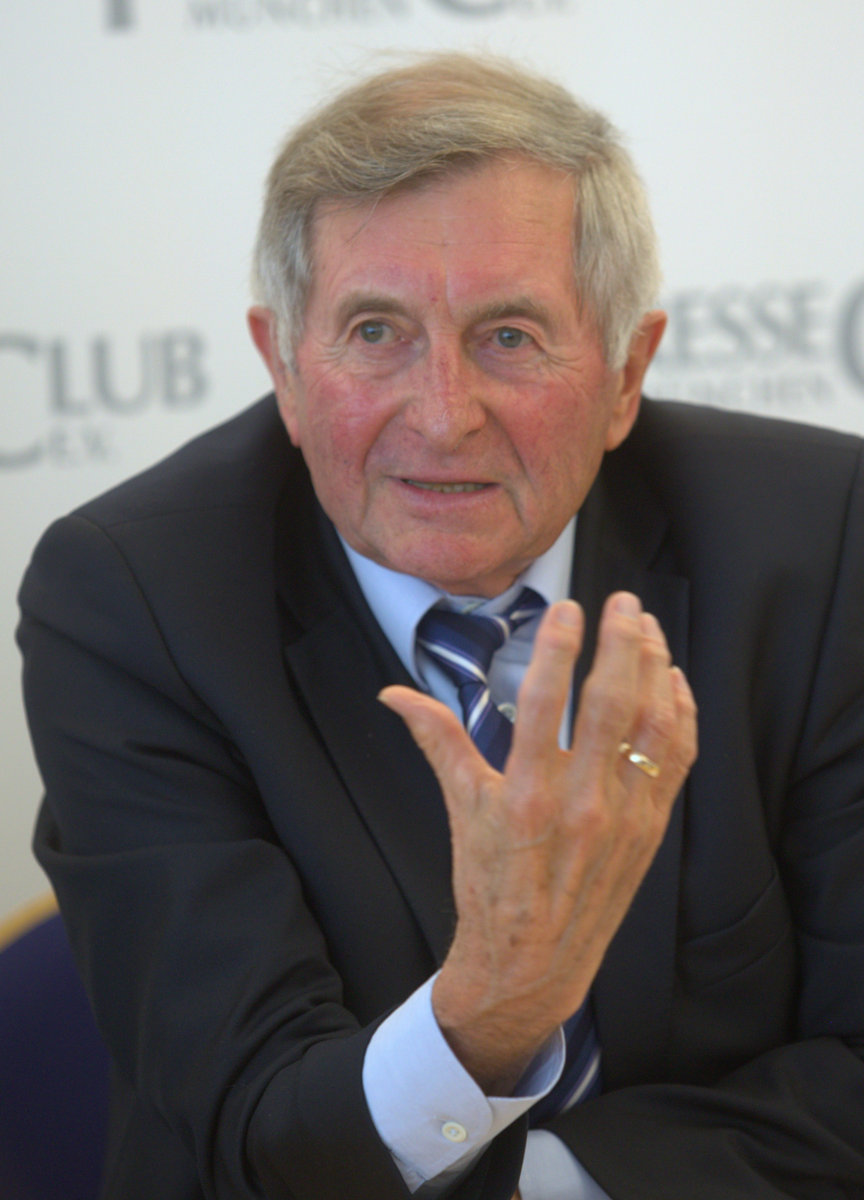
Alois Glück
10. Antonio Simeoni
Altbürgermeister der Partnerstadt Nettuno
Verleihung am 10. März 1990
11. Alois Glück (* 24. Januar 1940 in Hörzing; † 26. Februar 2024)
Landtagspräsident
Verleihung am 12. März 2005